# Karl-Heinz Aul
Karl-Heinz Aul (* 3. November 1956) ist ein ehemaliger deutscher Fußballspieler und -trainer. In der höchsten Spielklasse des DDR-Fußballs, der Oberliga, spielte der Torwart für den F.C. Hansa Rostock.

## Sportliche Laufbahn
Aul kam 1965 als knapp neunjähriger Schüler zur Kindermannschaft des Rostocker Fußballclubs. Vom 16. Lebensjahr an spielte er für den F.C. Hansa in der Juniorenoberliga. Mit 17 Jahren gab er seinen Einstand im Männerbereich, als er im April 1974 zwei Spiele mit der 2. Hansa-Mannschaft in der zweitklassigen DDR-Liga bestritt. Zunächst blieb er jedoch weiterhin Stammtorwart der Juniorenmannschaft, bis er zur Saison 1976/77 in die Mannschaft der Nachwuchsoberliga aufrückte. Mit 15 Einsätzen in 26 Punktspielen erwarb er sich auch dort den Status eines Stammspielers. Seinen ersten Auftritt in der 1. Mannschaft des FC Hansa hatte der 1,88 Meter große Aul am 25. März 1978 im DDR-Liga-Spiel Hansa – Demminer VB (5:0) nachdem die Hanseaten in der Vorsaison aus der Oberliga abgestiegen waren. Als zweiter Torwart hinter Dieter Schneider kam Aul in dieser Saison 1977/78 zwar nur zu drei Einsätzen, hatte mit diesen aber Anteil am direkten Wiederaufstieg der Hanseaten in die Oberliga. In dieser absolvierte Aul 1978/79 vier Einsätze für Rostock. Sein erstes Oberligaspiel bestritt Aul am 25. November 1978 in der Begegnung des 10. Spieltages F.C. Hansa – Chemie Böhlen (2:2). Am Saisonende, nach insgesamt vier Oberligaeinsätzen, musste er jedoch den umgehenden Wiederabstieg in die DDR-Liga hinnehmen, in der er 1979/80 in weiteren sechs Partien im Tor stand. Sein Einsatz am 22. Dezember 1979 sollte jedoch der letzte in der 1. Mannschaft bleiben, für den er im gleichen Zeitraum fünf FDGB-Pokalspiele absolviert hatte. Für die Spielzeiten 1980/81 und zunächst auch noch 1981/82 wurde Aul wieder für die Nachwuchsoberliga nominiert.
Vor dem 1. Spieltag der Ligasaison 1981/82 wechselte Aul zur zweitklassigen BSG Schiffahrt/Hafen Rostock. Im Januar 1983 musste er seinen Militärdienst antreten, konnte in dieser Zeit aber in der Ligaelf der Armeesportgemeinschaft Vorwärts Neubrandenburg weiter Fußball spielen. Im Mai 1984 kehrte er zur BSG Schiffahrt/Hafen zurück und beendete dort auch rund um den Mauerfall seine Laufbahn als Fußballtorwart.

## Trainerlaufbahn
2001 wurde Aul Assistenztrainer beim SV Warnemünde, zunächst unter Trainer Frank Pinther, dann unter Stefan Hasse, unter dessen Regie der Verein 2003 in die Landesliga abstieg. Unter Hasses Nachfolger Jens Kunath und seit 2006 unter Heiko März blieb Aul Assistenztrainer der Warnemünder, denen 2008 die Rückkehr in die Verbandsliga Mecklenburg-Vorpommern gelang. 2010 endete Auls Engagement in Warnemünde.